# Janina (krater wenusjański)
Janina – krater na powierzchni Wenus o średnicy 9,3 km, położony na 2° szerokości południowej i 135,7° długości wschodniej.
Decyzją Międzynarodowej Unii Astronomicznej w 1997 roku został nazwany od polskiego imienia Janina.